# Charlotte Independence
Charlotte Independence ist ein US-amerikanisches Fußball-Franchise der USL League One aus Charlotte, North Carolina. Besitzer der Mannschaft ist der Queen City Soccer Club, LLC.

## Geschichte
Nach der USL Pro Saison 2014 verließen die Charlotte Eagles die Liga und gingen eine Stufe tiefer in die USL PDL. Dadurch wurde eine Lizenz frei und der Queen City Soccer Club bekam den Zuschlag. Diese gründeten Charlotte Independence. Am 5. Dezember 2014 wurde mit Mike Jeffries der erste Trainer der Mannschaft vorgestellt.
Independence startete mit einem Sieg gegen Charleston Battery in seine erste Saison. Auf dem Transamerica Field, welches sich auf dem Campus der University of North Carolina befindet, siegte die Mannschaft mit 3:2. Jack Thompson erzielte hierbei das erste Tor in der Geschichte des USL-Franchises. Im Lamar Hunt U.S. Open Cup 2015 besiegte Charlotte Independence den Viertligisten Miami United in der zweiten Runde. In der dritten Runde setzte man sich gegen die Carolina RailHawks mit 1:0 durch. Eine Runde weiter traf man auf den MLS-Klub New England Revolution, welcher auch mit 1:0 besiegt werden konnte. Im Achtelfinale traf man auf Chicago Fire.
Zur Saison 2022 wechselte das Franchise in die USL League One.

## Wappen und Namen
Der Name der Mannschaft leitet sich von Unabhängigkeitserklärung von Mecklenburg ab, welche 1775 in Charlotte unterzeichnet wurde. Die Bürger des Mecklenburg County erklärten sich in ihr unabhängig von der britischen Krone.
Aus diesem Grund findet man in dem Wappen des Franchises auch die Zahl 1775 und einen reitenden Soldaten. Dieses Logo wurde über ein öffentliches Voting ausgesucht.

## Stadion
Die meisten aller Heimspiele werden in einem provisorischen Fußballstadion, dem Ramblewood Soccer Complex, ausgetragen. Dieses liegt an der Interstate 77/Interstate 485 im Südwesten der Stadt. Öffnen wird das Stadion im Mai 2015. Vorher werden Spiele u. a. auf dem Gelände der University of North Carolina at Charlotte ausgetragen.

## Saisonstatistik
| Jahr | Ligenstufe | Liga | Regular Season | Play-offs          | U.S. Open Cup | Zuschauerschnitt |
| ---- | ---------- | ---- | -------------- | ------------------ | ------------- | ---------------- |
| 2015 | 3          | USL  | 7. Platz, East | nicht qualifiziert | 5. Runde      | 1.800            |